# Миодраг Аћимовић
Миодраг Аћимовић (Јагодина, 31. март 1875 — Београд, 24. децембар 1961) бивши је правник и професор кривичног права на Правном факултету у Београду.

## Биографија
Правне студије завршио је на Великој школи у Београду, а затим студирао кривично и војно кривично право у Берлину. Прошао је све положаје од судског деловиђе до начелника судства Министарства војног.
Био је професор међународног јавног права и војног судства Војне академије у Београду, а после Првог светског рата професор Правног факултета у Суботици. После ослобођења 1945. је професор кривичног права и кривичног поступка, до пензионисања 1949.